# Krimpen aan den IJssel

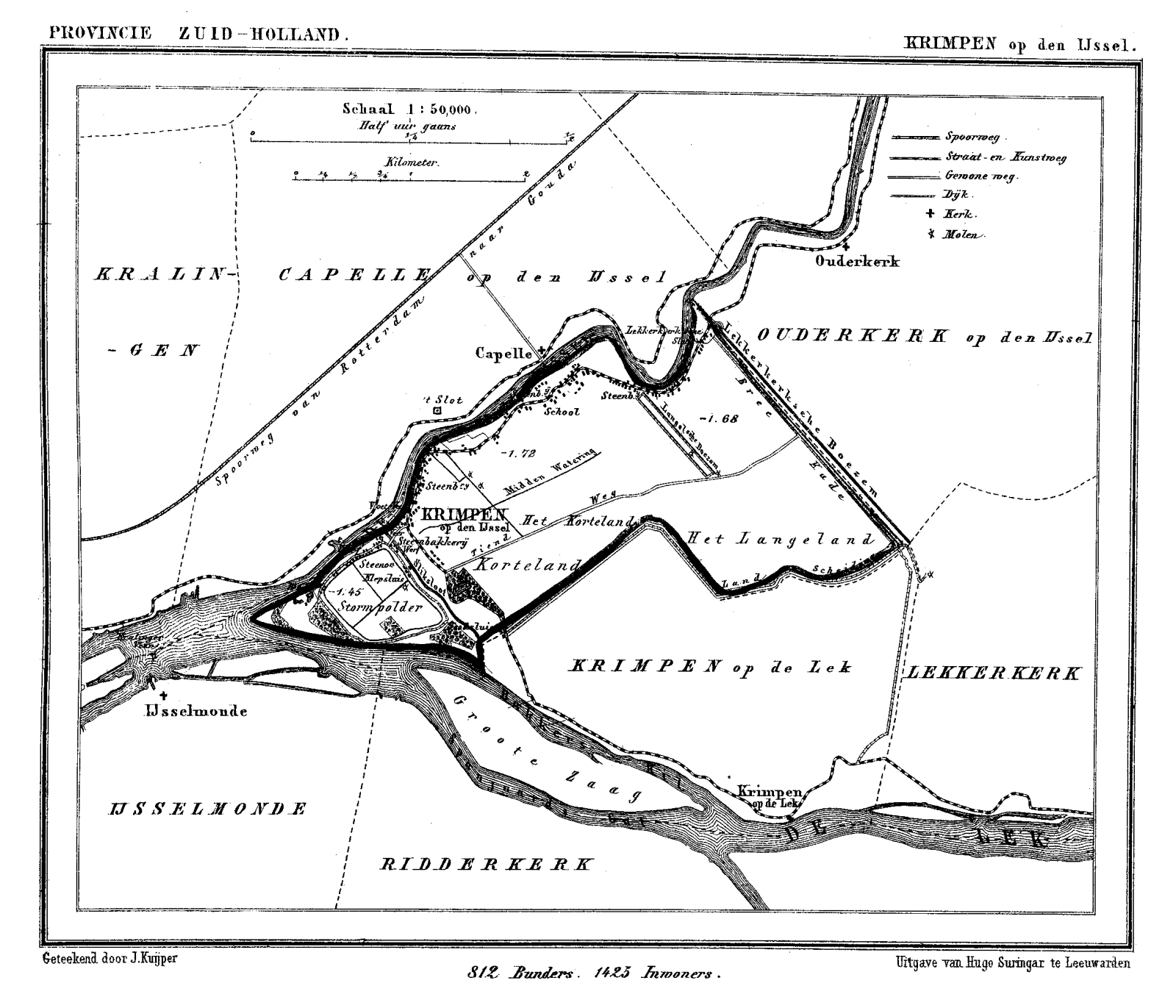
Krimpen aan den IJssel năm 1867.

Krimpen aan den IJssel 
(dân số: 28.800 trong năm 2006) là một đô thị ở phía tây Hà Lan, trong tỉnh Zuid-Holland. Đô thị này có diện tích 8,93 km² (3,45 mile²) trong đó 1,10 km² (0,42 mile²) là diện tích mặt nước.